# In the Flat Above
In the Flat Above è un cortometraggio muto del 1912 scritto, diretto e interpretato da James Young.

## Produzione
Il film fu prodotto dalla Vitagraph Company of America.

## Distribuzione
Distribuito dalla General Film Company, il film - un cortometraggio di 255,75 metri - uscì nelle sale cinematografiche statunitensi il 26 novembre 1912 e il 13 marzo 1913.